# Storia delle province cubane
La storia delle province cubane o, per meglio dire, delle divisioni amministrative cubane, inizia con la dominazione spagnola e il vicereame della Nuova Spagna.

## XVI secolo
Attorno al 1510 all'interno del vicereame venne creato il governatorato di Cuba, con capitale Santiago di Cuba, dipendente dalla Reale Udienza di Santo Domingo. Tra il 1512 e il 1515 furono fondate le prime città dell'isola: Baracoa, Bayamo, Trinidad, Sancti Spíritus, San Cristóbal de La Habana, Puerto Príncipe e Santiago.
Nel 1518 venne stabilita la prima diocesi cattolica a Baracoa, suffraganea della diocesi di Siviglia, che nel 1522 venne trasferita a Santiago. Nel 1546 la diocesi di Santo Domingo venne elevata ad arcidiocesi e la diocesi di Santiago di Cuba divenne sua suffraganea.
Nel 1579 la Provincia de La Florida fu annessa al governatorato di Cuba.
Nel 1579 venne creata la capitaneria generale di Cuba all'interno dell'impero spagnolo.

## XVII secolo
Nel 1607 Filippo III di Spagna, con una Real Cédula dell'8 ottobre, decise la divisione in due della Capitaneria: 
- Il Dipartimento Occidentale, con capoluogo L'Avana, ricomprendeva i territori delle attuali province di Matanzas, Cienfuefos e Villa Clara.
- Il Dipartimento Orientale, subordinato al primo, aveva per capoluogo Santiago e comprendeva i territori delle attuali province di Baracoa, Bayamo, Camaguey e Santiago.

Stranamente le città di Trinidad e Sancti Spíritus, nella zona centrale, non furono incluse in nessun dipartimento fino al 1621, quando vennero incluse in quello Occidentale.

## XVIII secolo
Durante il XVIII secolo si iniziarono a creare le giurisdizioni, che costituirono il primo tipo di divisioni amministrative cubane. Nel 1774 a Cuba esistevano 18 giurisdizioni.

## 19  secolo

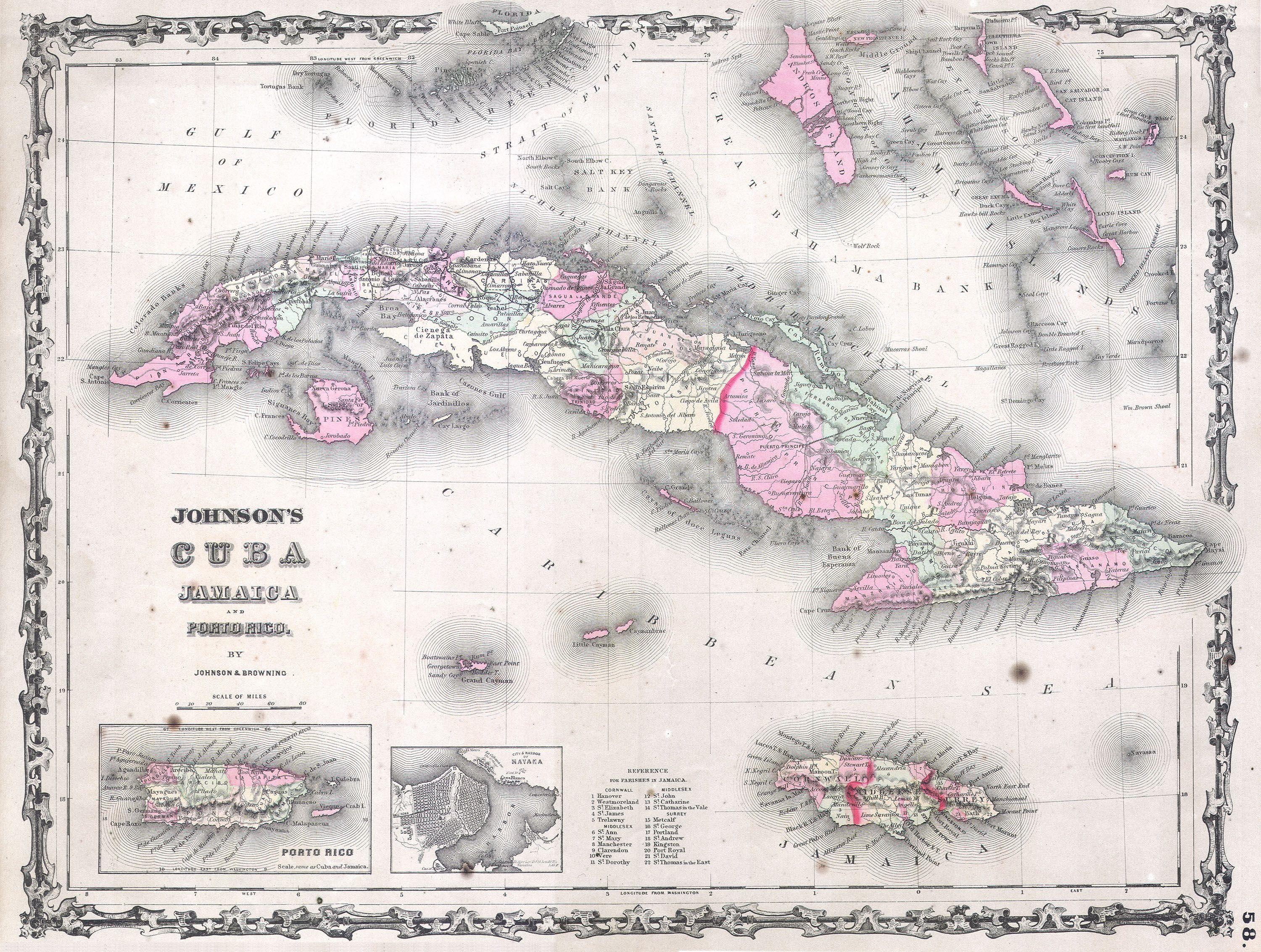
Mappa di Cuba nel 1861. In evidenza la linea rossa di confine tra Dipartimento Orientale e Dipartimento Occidentale e, in diverso colore, le varie giurisdizioni dell'isola.

Nel 1819, con il Trattato Adams-Onís, la Provincia de La Florida viene ceduta agli Stati Uniti.
Nel 1827 a Cuba esistevano 21 giurisdizioni. Il governo coloniale spagnolo decide di dividere la Capitaneria in tre dipartimenti amministrativi:
- Occidentale, con capitale L'Avana ed esteso fino alla giurisdizione di Colón, nell'attuale provincia di Matanzas;
- Centrale con capitale politica a Trinidad e giuridica a Puerto Príncipe.
- Orientale con capitale Santiago di Cuba.

Nel 1853 venne abolito il Dipartimento Centrale e le sue giurisdizioni incluse in quello Occidentale. Si era tornati, quindi, alla bipartizione dell'isola in Dipartimento Occidentale e Dipartimento orientale.
Nel 1861 il numero delle giurisdizioni aumentò a 32.

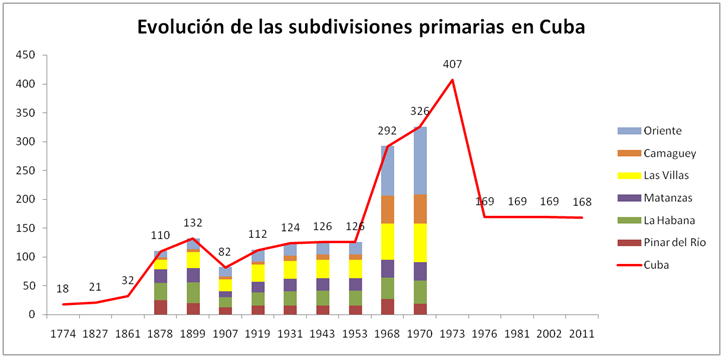
Evoluzione storica del numero delle suddivisioni primarie cubane. In evidenza la distribuzione dei municipi tra le varie province dal 1878 (quando vennero create) al 1970 (prima della nuova suddivisione in 14 province).

Nel 1878, conclusa la Guerra dei Dieci Anni il governo spagnolo divise Cuba in sei province politico-amministrative. Questa decisione, frutto del contenuto del Patto di Zanjón, adattava la divisione dell'isola a quella esistente nella Penisola Iberica e facilitava l'elezione dei deputati locali al Parlamento nazionale. Secondo il costume spagnolo dell'epoca, le province presero il nome dalle rispettive città capoluogo e, da occidente a oriente furono:
- Pinar del Río
- L'Avana
- Matanzas
- Santa Clara
- Puerto Príncipe
- Santiago

Ciascuna venne a sua volta suddivisa in municipios. Nel 1879 ne esistevano 110.
Nel 1895 scoppiò la Guerra di indipendenza cubana. Lo spagnolo Valeriano Weyler, Capitano Generale dell'isola, rispose alla sollevazione degli indipendentisti di José Martí con la politica repressiva di Reconcentración che aumentò la mortalità dei civili e incise negativamente sulla consistenza della popolazione, soprattutto nei piccoli centri.
Nel 1898, alla fine della Guerra ispano-americana, il Trattato di Parigi riconobbe a Cuba l'indipendenza dalla Spagna.

## XX secolo

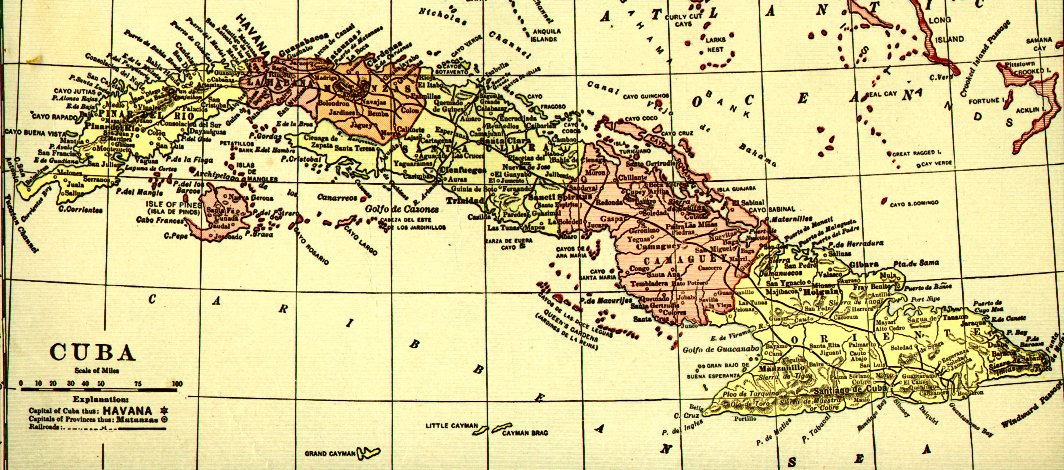
Mappa di Cuba del 1910 che evidenzia la suddivisione in province

All'inizio del XX secolo, con l'intervento statunitense il numero di municipi, che nel 1899 era 132, venne ridotto a 82.
Tra il 1899 e il 1902 il nome della Provincia di Puerto Príncipe fu cambiato in Camagüey. Nel 1905 il Consiglio provinciale di Santiago di Cuba cambiò il nome della provincia omonima in Provincia de Oriente. La Costituzione cubana del 1940 modificò il nome della Provincia di Santa Clara in Las Villas.
Nel frattempo molti dei municipi eliminati furono ripristinati, cosicché il loro numero totale salì a 112 nel 1919 e a 126 nel 1943.

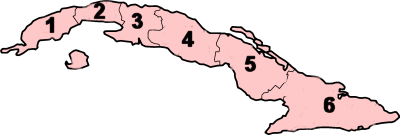
Province di Cuba nel 1970:
1. Pinar del Río
2. L'Avana;
3. Matanzas;
4. Las Villas;
5. Camagüey;
6. Oriente

### Le prime modifiche della rivoluzione
Nel 1959 la rivoluzione cubana abbatté il regime di Fulgencio Batista e portò al potere Fidel Castro.
Nei primi anni della rivoluzione, assieme alla riforma agraria il governo realizzò alcune modifiche all'organizzazione territoriale, aumentando considerevolmente il numero di municipi e creando i regionales come livello intermedio tra province e municipi: nel 1968 c'erano 292 municipios ripartiti in 38 regionales. Il processo proseguì e raggiunse il suo massimo tra il 1973 e il 1975, raggiungendo 407 municipios e 58 regionales.
Nel frattempo intervennero alcune modifiche a livello provinciale: nel 1963 Ciénaga de Zapata passò dalla provincia de Las Villas alla provincia di Matanzas, nel 1969 i municipi di Artemisa, Guanajay, Mariel furono trasferiti dalla Provincia di Pinar del Río alla Provincia dell'Avana. Nel 1970
Jatibonico passò dalla Provincia di Camagüey a quella di Las Villas mentre Amancio e Colombia passarono da Camagüey alla Provincia d'Oriente.

### La nuova legge del 1976

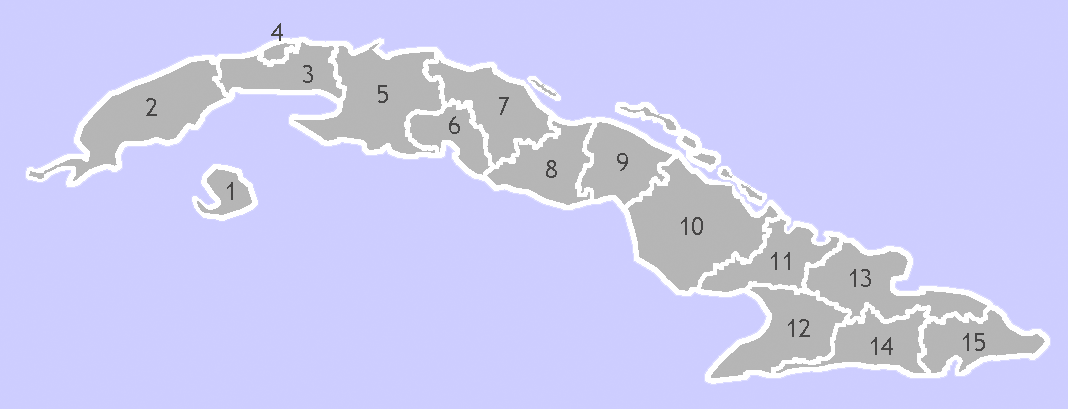
la suddivisione provinciale dal 1976 al 2010:
1. Isola della Gioventù
2. Provincia di Pinar del Río;
3. Provincia dell'Avana;
4. Città dell'Avana;
5. Provincia di Matanzas;
6. Provincia di Cienfuegos;
7. Provincia di Villa Clara;
8. Provincia di Sancti Spíritus;
9. Provincia di Ciego de Ávila;
10. Provincia di Camagüey;
11. Provincia di Las Tunas;
12. Provincia di Granma;
13. Provincia di Holguín;
14. Provincia di Santiago di Cuba;
15. Provincia di Guantánamo.

Il 1976 fu anno di grandi mutamenti istituzionali. Oltre alla nuova Costituzione venne approvata la  "Legge di Divisione Politico-Amministrativa" che modificava l'organizzazione territoriale del Paese, sopprimeva i regionales, aumentava il numero delle province a 14 e riduceva il numero dei municipi a 169.
In particolare:

dalla Provincia dell'Avana furono separate la Città dell'Avana, che assunse uno status amministrativo di provincia autonoma in quanto capitale, e l'Isola dei Pini, che venne elevata al rango di "comune speciale" senza essere inclusa in altre province.

La Provincia di Las Villas venne divisa in 3 parti: Provincia di Villa Clara, Provincia di Cienfuegos e Provincia di Sancti Spíritus.

La Provincia di Camagüey venne divisa per creare la Provincia di Ciego de Ávila.

La grande Provincia d'Oriente, infine, venne ripartita in 5: Provincia di Las Tunas, Provincia di Granma (con capoluogo Bayamo), Provincia di Holguín, Provincia di Santiago di Cuba e Provincia di Guantánamo.
La nuova legge cercò inoltre di omogeneizzare la popolazione dei comuni e la loro estensione tra le province. La media nazionale fu di 56.000 abitanti per ogni comune e furono eccezionalmente approvati soltanto 20 comuni con meno di 20.000 abitanti. La provincia con più comuni risultò quella dell'Avana, con 19, e quelle con meno furono quelle di Cienfuegos, Sancti Spiritus e Las Tunas con 8 comuni ciascuna.
Nel 1978, l'isola dei Pini prese il nome di Isola della Gioventù.

### Le modifiche del 2010

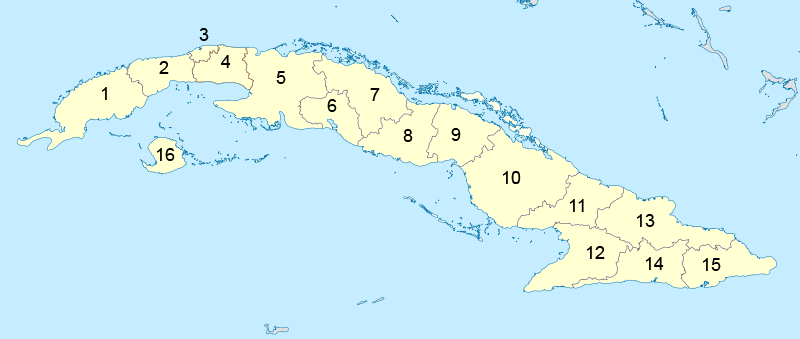
La divisione provinciale dopo il 2010. Al posto della soppressa Provincia dell'Avana vengono create:
2. Provincia di Artemisa;
4. Provincia di Mayabeque

Nel 2010 l'Assemblea nazionale del potere popolare modificò la legge del 1976 approvando la creazione di due nuove province in sostituzione della precedente Provincia dell'Avana. Nacquero così la Provincia di Mayabeque, con capoluogo San José de las Lajas, e la Provincia di Artemisa, cui vennero attribuiti anche i tre comuni più orientali della Provincia di Pinar del Río (Candelaria, San Cristóbal e Bahía Honda).
L'assetto complessivo risultante è quello attuale delle Province di Cuba.